# 리치먼드 키커스
리치먼드 키커스(Richmond Kickers Soccer Club)는 USL 리그 1에 소속된 미국의 프로축구단으로 버지니아주 리치먼드를 연고지로 하고 있으며 시티 스타디움을 홈 경기장으로 사용하고 있다. 과거 유나이티드 사커 리그에 속해 있었으나 2019시즌을 앞두고 자진 강등을 선택하여 3부리그인 USL 리그 1에서 뛰게 되었다.

## 역대 홈경기장
| 경기장               | 사용기간      | 장소                | 팀명            | 비고                                              |
| -------------------- | ------------- | ------------------- | --------------- | ------------------------------------------------- |
| 퍼스트 마켓 스타디움 | 1993년~1994년 | 버지니아주 리치먼드 | 리치먼드 키커스 | 빈칸                                              |
| 시티 스타디움        | 1995년~현재   | 버지니아주 리치먼드 | 리치먼드 키커스 | 유니버시티 오브 리치먼드 스타디움 (1995년~2010년) |

## 선수 명단

### 현역
참고: FIFA 자격 규정에 따라 소속된 국가대표팀 국기를 표시합니다. 선수는 복수의 FIFA 비회원국 국적을 가지고 있을 수 있습니다.
| 번호 | 포지션 | 국적 | 이름        |
| ---- | ------ | ---- | ----------- |
| 1    | GK     |      | 파블로 하라 |

| 번호 | 포지션 | 국적 | 이름                |
| ---- | ------ | ---- | ------------------- |
| 32   | FW     |      | 에밀리아노 테르자기 |

## 메이저 리그 사커제휴팀
- D.C. 유나이티드 (워싱턴 D.C.)

틀:리치먼드 키커스 선수 명단